# Paulinella
Paulinella és un gènere amb unes 9 espècies d'ameboides d'aigua dolça.
El seu membre més conegut és l'espècie fotosintètica P. chromatophora que és molt recent des del punt de vista evolutiu es considera un cianobacterii un endosimbionst. De manera especial mentre el cloroplast de tots els altres eucariotes deriva d'un sol cianobacteri endosimbiòtic que va trigar probablement mil milions d'anys en evolucionar d'un ancestral arqueoplastidi, el simbionst de P. chromatophora està relacionat amb els cianobacteris Prochlorococcus i Synechococcus. P. chromatophora està estretament relacionat amb l'heteròtrof P. ovalis.